# Гремячка (Татарстан)
Гремячка — село в Рыбно-Слободском районе Татарстана. Входит в состав Троицко-Урайского сельского поселения.

## География
Находится в центральной части Татарстана на расстоянии приблизительно 10 км на восток по прямой от районного центра поселка Рыбная Слобода в 1 км от Куйбышевского водохранилища.

## История
Известно с 1619 года как деревня Кривуши. В 1756 году была построена Покровская церковь.

## Население
Постоянных жителей было: в 1782 году — 169 душ мужского пола, в 1859—251, в 1897—491, в 1926—611, в 1938—684, в 1949—538, в 1958—478, в 1970—315, в 1989—169, в 2002 году 121 (русские 82 %), в 2010 году 73.